# Xiongnu
Xiongnu (kineski: 匈奴, pinyin: Xiōngnú; transliteracija: Hsiung-nu) je naziv za konfederaciju nomadskih plemena Središnje Azije na čijem je čelu bila vladajuća klasa nepoznatog podrijetla. Većina informacija o Xiongnuima dolazi iz kineskih izvora, pa su imena i titule poznata isključivo po kineskim transliteracijama. 
Identitet i podrijetlo vladajuće klase Xiongnua je zbog malog broja sačuvanih imena, titula i riječi, predmet brojnih i različitih hipoteza među povjesničarima. Kao mogući predci, odnosno srodnici Xiongnua se spominju razni iranski, mongolski, turkijski i jenisejski narodi Prilično je popularna hipoteza kojoj su Xiongnu zapravo Huni, iako za to nema čvrstih dokaza.
Kineski izvori iz 3. stoljeća pr. Kr. navode kako su Xiongnu stvorili carstvo pod Modu Chanyuom (koji je postao njihov vrhovni vođa 209. pr. Kr.) a koje se prostiralo preko granica današnje Mongolije. U 2. stoljeću pr. Kr. porazili su i u progonstvo natjerali dotada dominantni narod Yuezhi, te postali gospodarima stepa na sjeveru današnje Kine. Također su bili aktivni u južnom Sibiru, zapadnoj Mandžuriji i suvremenim kineskim pokrajinama Unutarnja Mongolija, Gansu i Xinjiang. Ta nomadska plemena su se smatrala toliko opasnima da je dinastija Qin otpočela izgradnju Velikog zida kako bi zaštitila Kinu od njihovih napadaja. Odnosi Xiongnua i ranih kineskih dinastija su bili složeni, od čestih vojnih sukoba i intriga, preko složenih sustava plaćanja danka, trgovine i bračnih saveza.